# 클라우디아 요사
클라우디아 요사(Claudia Llosa, 1976년 11월 15일 ~ )는 페루의 영화 감독, 영화 각본가, 프로듀서, 작가이다. 2009년 영화 《밀크 오브 소로우: 슬픈 모유》를 통해 베를린 영화제 황금곰상을 수상했다.
페루의 작가 마리오 바르가스 요사와 영화 감독 루이스 요사의 조카딸이기도 하다.

## 작품 목록
- 마데이누사 (2005)
- 밀크 오브 소로우: 슬픈 모유 (2009)
- El niño pepita (2010)
- 록소로 (2012)
- 하늘 높이 (2014)